# Rue de Fourcy
Pour les articles homonymes, voir Fourcy.
Ne doit pas être confondu avec Rue Thouin.
La rue de Fourcy est une voie située dans le 4e arrondissement de Paris, en France.

## Situation et accès

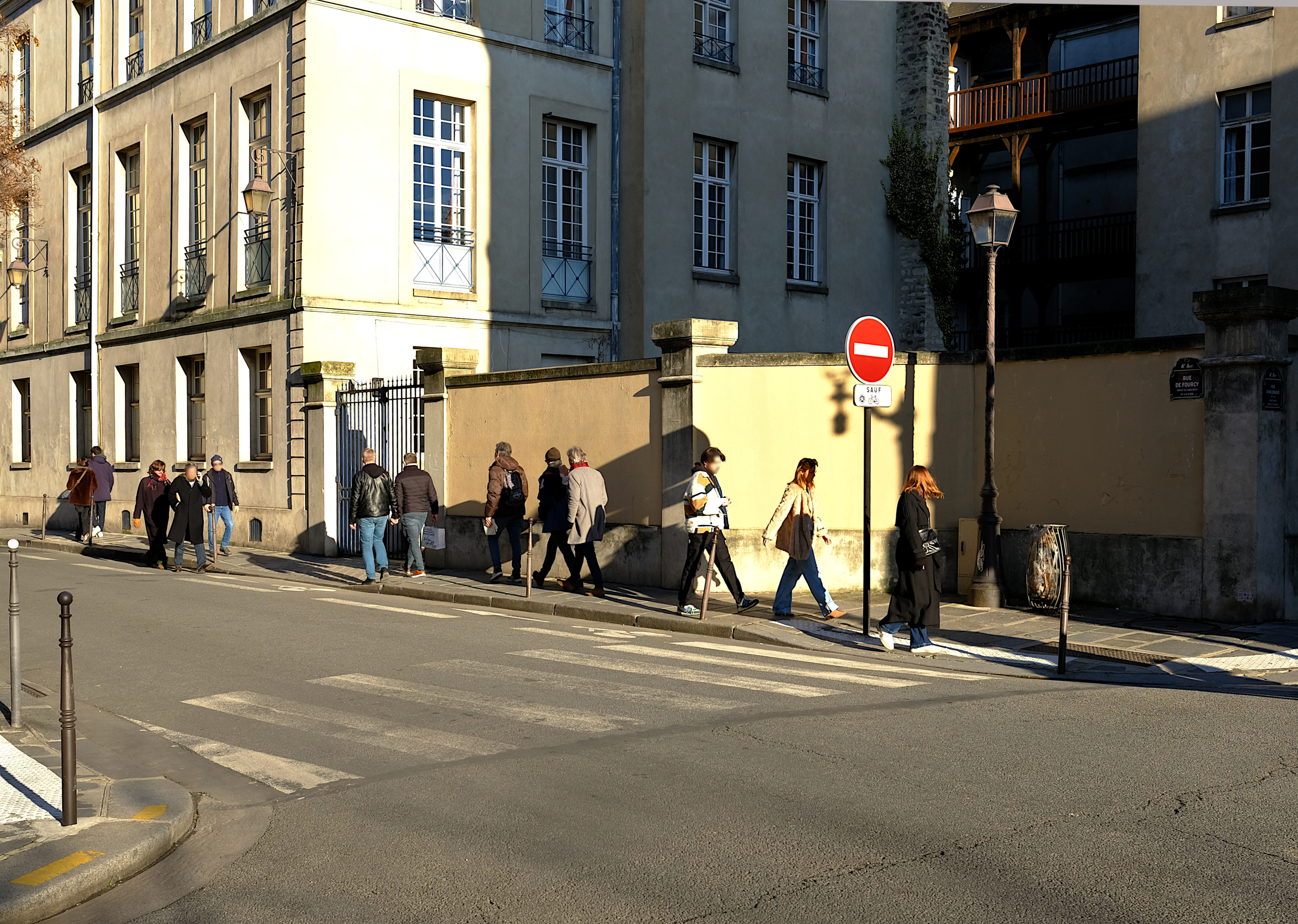
La rue de Fourcy vue depuis la rue de Jouy.

Les stations de métro les plus proches sont :
- Pont Marie (ligne 7) ;
- Hôtel de Ville (lignes 1 et 11) ;
- Saint-Paul (ligne 1).

## Origine du nom

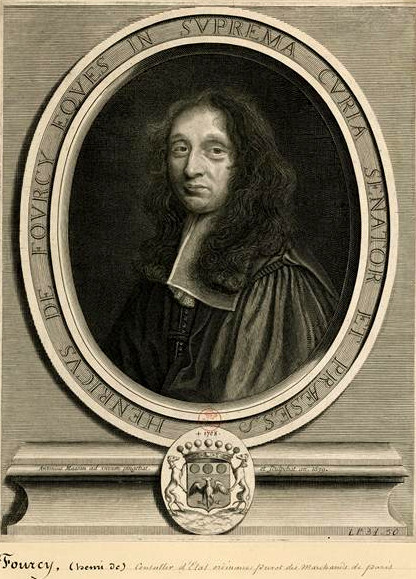
Henri de Fourcy.

Cette rue porte le nom d'Henri de Fourcy (1626-1708), prévôt des marchands de Paris de 1684 à 1692.

## Historique
Elle se trouve entre les quartiers Saint-Paul et Saint-Gervais, dont elle trace une frontière.
Initialement impasse débouchant dans la rue Saint-Antoine, la voie est transformée en étant prolongée jusqu’à la rue de Jouy en 1684.
En 1888, elle est décrite dans un feuilleton comme l’une des rues « des plus étroites, des plus obscures et des plus sales qui soient à Paris. Elle est habitée par une population grouillante d’ouvriers, d’employés et de petits commerçants (...) Du matin au soir, elle est emplie du bruit continuel des chevaux et des roues grinçant sur le pavé » . Incluse dans l'îlot insalubre n° 16 elle est rénovée durant le XXe siècle.

## Bâtiments remarquables et lieux de mémoire
- No 6 : hôtel Charpentier de Fourcy, datant de 1677. Ses coursives en bois à ciel ouvert, qui rappellent l'agencement des traboules lyonnaises, sont visibles depuis la rue, à travers les grilles. Le lieu abrite actuellement une auberge de jeunesse.
- No 7 : Maison européenne de la photographie.
- Nos 9-11 : ancien alignement de la rue. Les boutiques du rez-de-chaussée ont été détruites, en 1984, pour permettre le passage des piétons[3].

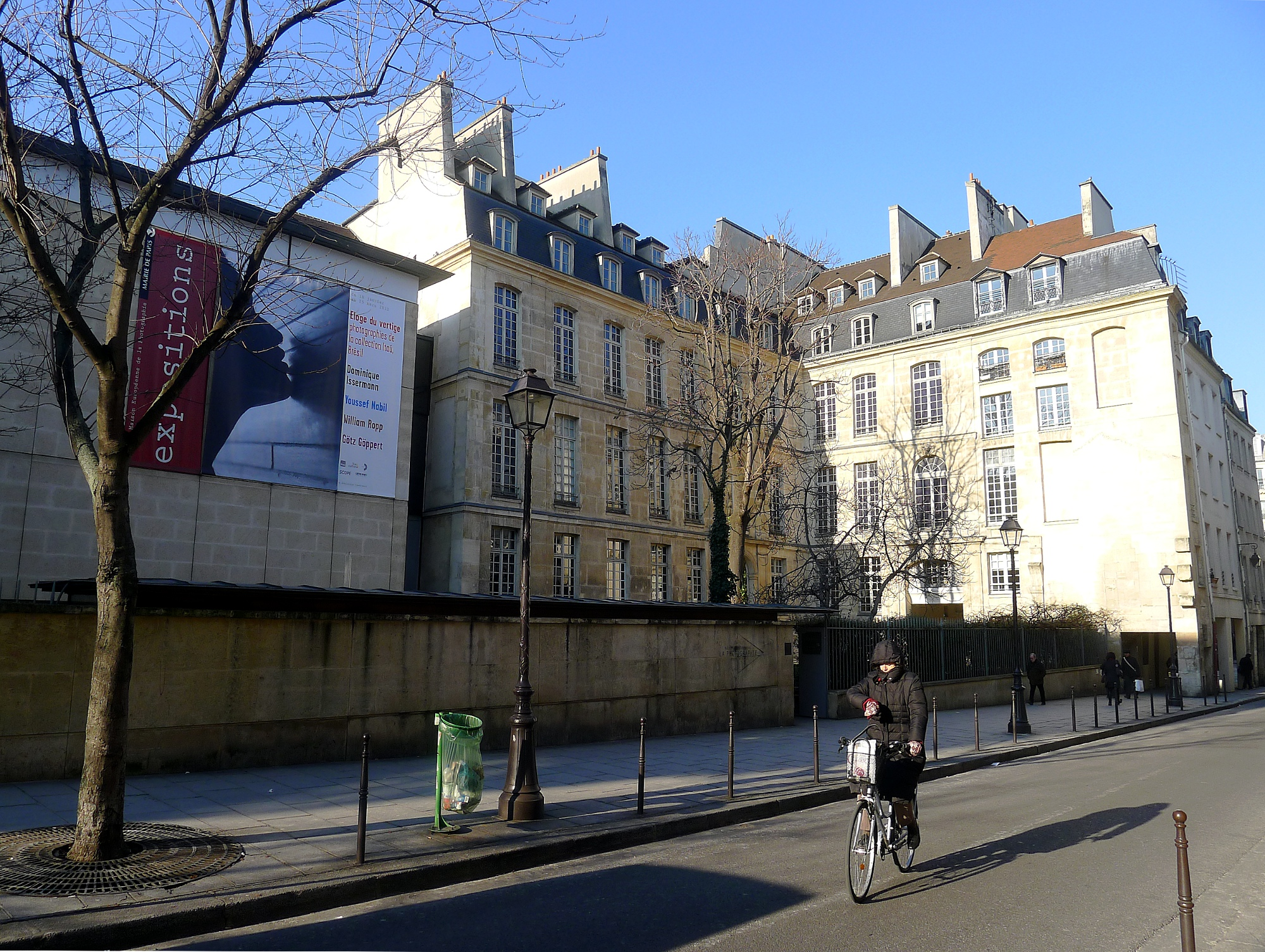
Maison européenne de la photographie.
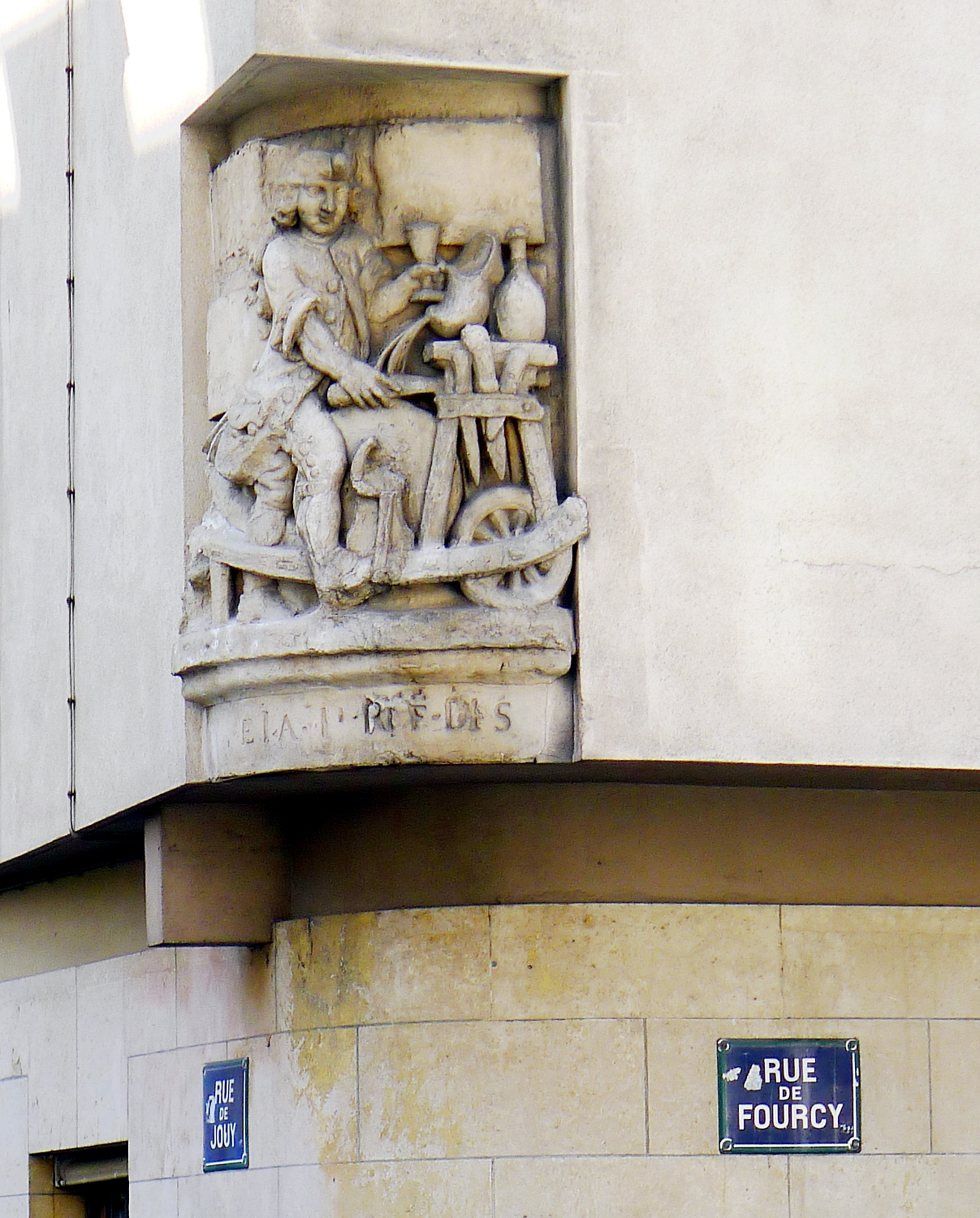
Bas-relief à l'angle de la rue de Jouy et de Fourcy.
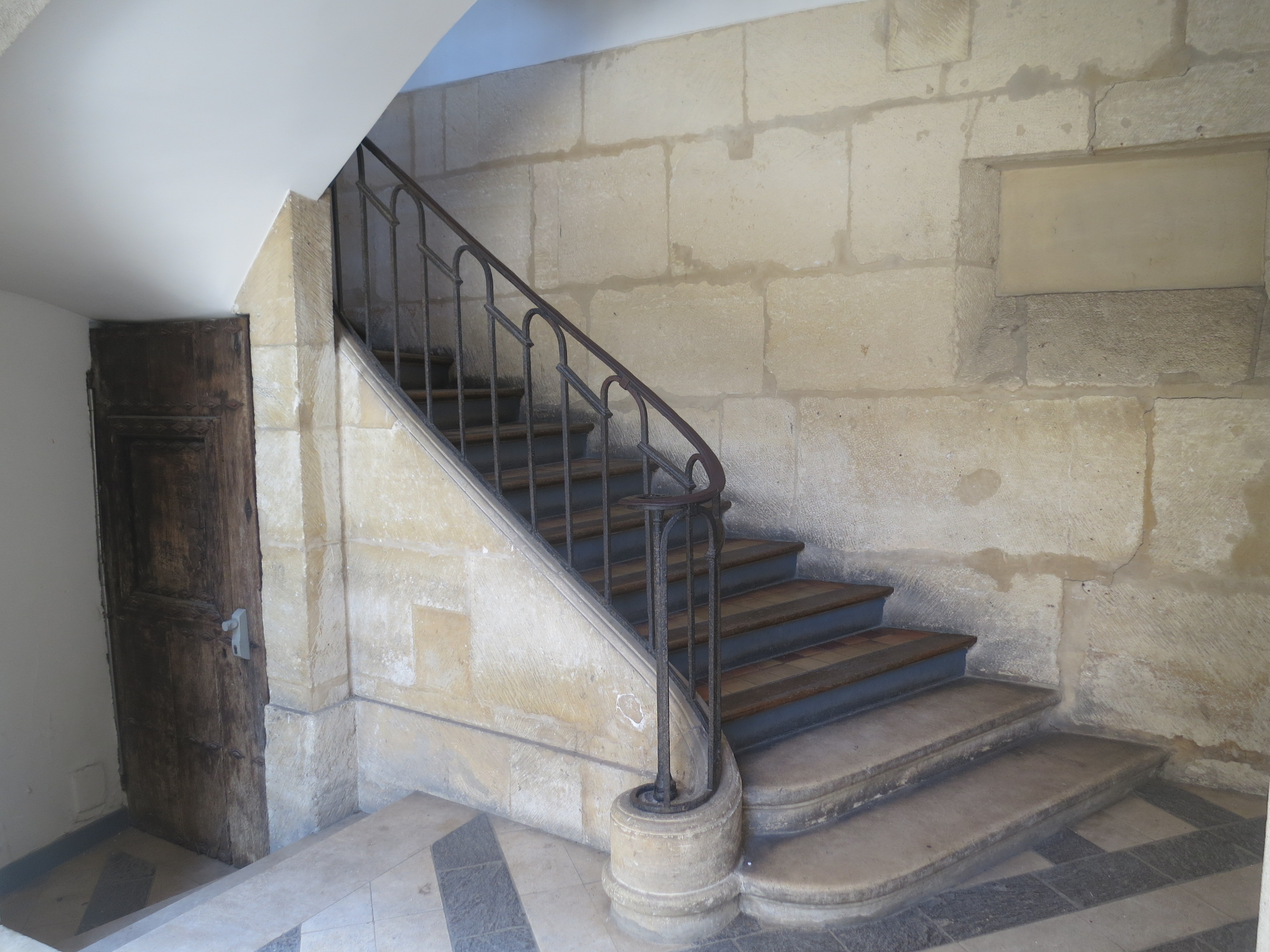
Cage d'escalier du no 6.
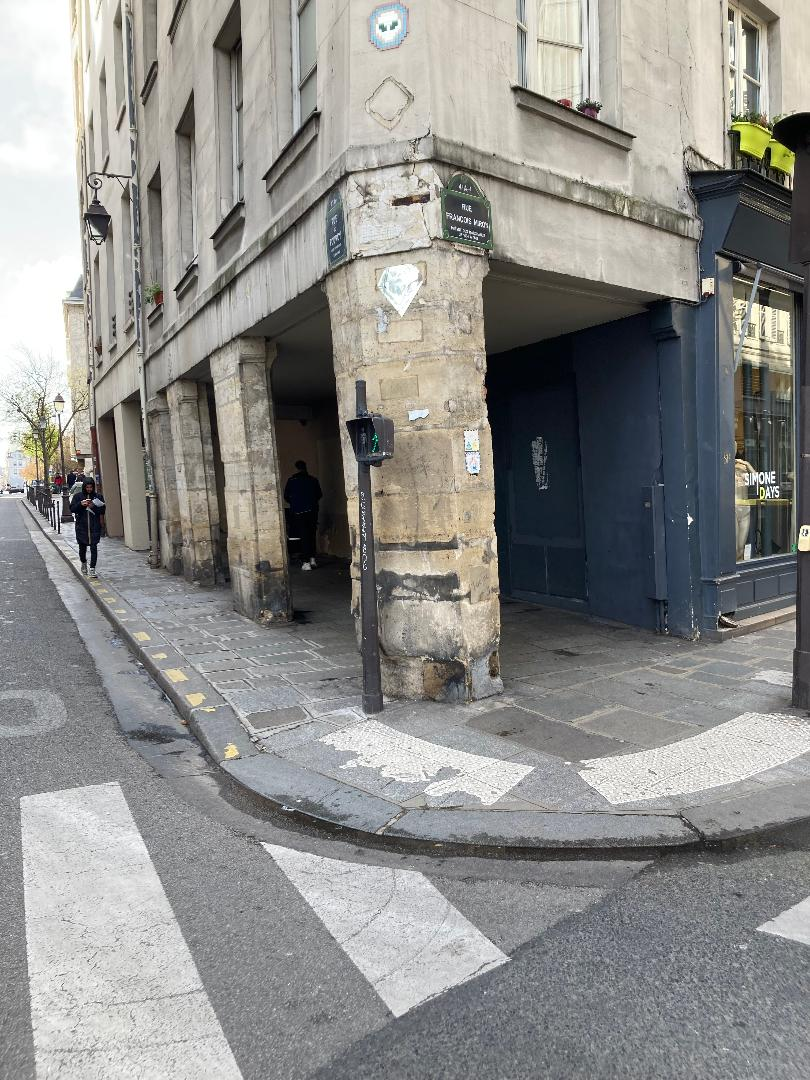
Rez-de-chaussée évidé pour le passage piétonnier.